# Rosa pseudobanksiae
Rosa pseudobanksiae es una especie de planta del género Rosa, de la familia Rosaceae.

## Taxonomía
Rosa pseudobanksiae fue descrita por T. T. Yu y T. C. Ku en 1981.

## Distribución
Se encuentra en el territorio centro-sur de China.